# Farsboviken
Farsboviken är ett naturreservat i Linköpings kommun i Östergötlands län.
Området är naturskyddat sedan 2003 och är 22 hektar stort. Reservatet omfattar en brant sydsluttning mot sjön Roxen och består av ädellövskog.